# ナショナル・トレジャー リンカーン暗殺者の日記
『ナショナル・トレジャー リンカーン暗殺者の日記』（ナショナル・トレジャー リンカーンあんさつしゃのにっき、原題：National Treasure: Book of Secrets）は、2007年に制作されたアドベンチャー・アクション映画。

## 概要
2004年に公開された映画『ナショナル・トレジャー』の続編である。また、ニコラス・ケイジが主演した作品で最も興行収入が高い。
ニコラス・ケイジとエド・ハリスは『ザ・ロック』で共演をして以来、またダイアン・クルーガーもエド・ハリスと『敬愛なるベートーヴェン』で共演して以来、共に2度目の共演。
ソフト化の際、『ナショナル・トレジャー2 リンカーン暗殺者の日記』（ナショナル・トレジャーツー リンカーンあんさつしゃのにっき）に改題（後述）。

## ストーリー
歴史学者ベンのもとに古美術商のウィルキンソンが訪れる。彼がベンに見せたのはリンカーン大統領暗殺事件の犯人ジョン・ウィルクス・ブースの日記の失われた18ページだった。そこにはベンの祖先が暗殺事件に関与していたという記録が残っていた。ベンは、歴史的な遺産に隠された数々の暗号を解読しながら、一族にきせられた汚名をそそぐべく真相の究明に奔走する。

## キャスト
| 役名                                             | 俳優                      | 日本語吹替 |
| ------------------------------------------------ | ------------------------- | --- |
| ベン・ゲイツ（歴史学者、冒険家）                 | ニコラス・ケイジ          | 大塚明夫 |
| アビゲイル・チェイス（公文書館責任者）           | ダイアン・クルーガー      | 湯屋敦子 |
| ライリー・プール（ベンの親友、敏腕ハッカー）     | ジャスティン・バーサ      | 鉄野正豊 |
| パトリック・ゲイツ（ベンの父親、暗号学者）       | ジョン・ヴォイト          | 小林修 |
| セダスキー（FBI捜査官、フリーメイソンの会員）    | ハーヴェイ・カイテル      | 村松康雄 |
| エミリー・アップルトン（ベンの母親、言語学者）   | ヘレン・ミレン            | 野沢雅子 |
| ミッチ・ウィルキンソン（トレジャー・ハンター）   | エド・ハリス              | 菅生隆之 |
| アメリカ合衆国大統領                             | ブルース・グリーンウッド  | 谷口節 |
| コナー（大統領執務官）                           | タイ・バーレル            | 中村秀利 |
| トーマス・ゲイツ（ベンの祖先）                   | ジョエル・グレッチ        | |
| チャールズ・ゲイツ（ベンの祖先、トーマスの息子） | ビリー・アンガー          | |
| ジョン・ウィルクス・ブース（リンカーン暗殺者）   | クリスチャン・カマルゴ    | |
| セス（ミッチの仲間）                             | ティモシー・V・マーフィー | |
| スペルマンFBI捜査官                              | アリシア・コッポラ        | |
| ニコルズ博士                                     | アルバート・ホール        | |
| 不明 その他                                      | N/A                       | 石住昭彦、稲葉実 上田陽司、髙月希海 若原美紀、楠見尚己 根本泰彦、高宮俊介 阪口周平、深水由美 勝田晶子、坂東尚樹 村治学、蓮池龍三 前島貴志、牛越恵美 新谷恵、松田佳祐 鵜澤正太郎 |
| 日本語版制作スタッフ                             |                           | |
| 演出                                             | 演出                      | 中野洋志 |
| 字幕翻訳                                         | 字幕翻訳                  | 戸田奈津子 |
| 吹替翻訳                                         | 吹替翻訳                  | 村上美智子 |
| 監修                                             | 監修                      | 大和田俊之 |
| 録音・調整                                       | 録音・調整                | 菊池悟史 |
| 録音制作                                         | 録音制作                  | ACクリエイト |
| 制作担当                                         | 制作担当                  | 山本千絵子 |
| 日本語版制作                                     | 日本語版制作              | Disney Character Voices International, Inc. |

## 地上波放送履歴
| 回数  | テレビ局   | 番組名             | 放送日        |
| ----- | ---------- | ------------------ | ------------- |
| 初回  | フジテレビ | 土曜プレミアム     | 2010年8月14日 |
| 2回目 | テレビ朝日 | 日曜洋画劇場       | 2012年4月8日  |
| 3回目 | テレビ東京 | 午後のロードショー | 2017年4月24日 |
| 4回目 | テレビ東京 | 午後のロードショー | 2019年8月26日 |

## 撮影地
前作に続いて多くの歴史的建造物で撮影が行われた。
- アメリカ合衆国議会議事堂
- アメリカ議会図書館
- リンカーン記念館
- ホワイトハウス
- ラシュモア山
- エッフェル塔
- ビッグ・ベン
- フォード劇場
- バッキンガム宮殿
- メリーランド大学カレッジパーク校
- マウントバーノン
- 自由の女神像#フランス

## 評価
レビュー・アグリゲーターのRotten Tomatoesでは130件のレビューで支持率は36%、平均点は4.80/10となった。Metacriticでは26件のレビューを基に加重平均値が48/100となった。

## ノベライズ
ディズニー・プレスから、この映画のノベライズが出版されている。National Treasure 2: Book of Secrets The Junior Novel (ISBN 978-1423106272) では、撮影されたものと内容が少し異なる。Changing Tides: A Gates Family Mystery (ISBN 978-1423108146) はゲイツ家の歴史について書かれている。

## DVD
DVDとBlu-ray Discがアメリカでは2008年5月20日に、日本では6月4日に発売された。ソフト化に伴い、タイトルが『ナショナル・トレジャー2 リンカーン暗殺者の日記』に変更された。